# 김희정 (펜싱 선수)
김희정(金熙正, 1975년 1월 1일 ~ )은 대한민국의 은퇴한 펜싱 선수로 주 종목은 에페이다. 1996년과 2004년 하계 올림픽의 출전 경험이 있다. 그녀는 2002년 아시안 게임에도 참가하여 개인전과 단체전 2관왕을 하기도 하였다.